# Saint-Paul-la-Coste
Saint-Paul-la-Coste là một xã trong vùng Occitanie. Xã Saint-Paul-la-Coste nằm ở khu vực có độ cao trung bình 650 mét trên mực nước biển.